# Manabu Miyahara〜The Double Clash!
『Manabu Miyahara〜The Double Clash!』（マナブ・ミヤハラ ザ・ダブル・クラッシュ）は宮原学のミニ・アルバム。

## 内容
1999年1月の『Miyahara Manabu』以来、11年10ヶ月ぶりにリリースしたソロ作品。
初のDVD付ミニ・アルバム。
プロデュースは葉山たけしと共同で行った。

## 批評
CDジャーナルは「実際のパフォーマンスなどを収めた付属DVDと併せて、彼のロックンロールの魅力を改めて堪能したい」と評した。

## 収録曲

### CD
1. GET READY
作詞：沢ちひろ・宮原学　作曲：宮原学　編曲：葉山たけし
1988年4月1日発売のシングル楽曲。
2. Over Again
作詞：葉山たけし・宮原学　作曲：宮原学　編曲：葉山たけし
3. You Know, I Do
作詞：Rina McGee　作曲：宮原学　編曲：葉山たけし
4. Walkin' in the rain
作詞：沢ちひろ　作曲：宮原学・山西昭司　編曲：山西昭司
5. Everything is Alright
作詞：沢ちひろ・宮原学　作曲・編曲：宮原学
6. I CAN'T LOVE YOU ANY MORE
作詞・作曲・編曲：宮原学

### DVD
1. The making of “宮原学××××××× Vol.2”
2. LONG WAY HOME～live at ShowBoat～
3. The making of “Manabu Miyahara～The Double Clash!”
4. You Know, I Do

## 参加ミュージシャン
- 宮原学 - ボーカル、ギター
  - 葉山たけし - ギター
  - YANZ - ベース
  - 小田原豊 - ドラム
  - 高橋ロジャー和久 - ドラム